# Kleinpertholz (Gemeinde Langschlag)
Kleinpertholz ist eine Ortschaft und eine Katastralgemeinde der Marktgemeinde Langschlag im Bezirk Zwettl in Niederösterreich. Die Ortschaft hat 82 Einwohner (Stand 1. Jänner 2024).

## Geschichte
Der Ort wird spätestens 1751 zum ersten Mal schriftlich erwähnt, die Kapelle im Ort wurde im 19. Jahrhundert errichtet.
Im Eintrag der Josephinischen Fassion aus Jahre 1786/87 gab es im heutigen Ort 23 Häuser.
Im Jahr 1822 wurde der Ort als Dorf mit insgesamt 27 Häusern genannt, das nach Langschlag eingepfarrt war, wohin auch die Kinder eingeschult wurden. Die Herrschaft Großpertholz besaß die Ortsobrigkeit, die Herrschaft Weitra übte die Landgerichtsbarkeit aus, die Herrschaft Großpertholz besorgte die Konskription und hatte die Grundherrschaft inne.
Nach der Entstehung der Ortsgemeinden 1849 wurde der Ort eine Katastralgemeinde der Gemeinde Fraberg.
Laut Adressbuch von Österreich waren im Jahr 1938 in Kleinpertholz mehrere Landwirte ansässig.
Im Zuge der Niederösterreichischen Kommunalstrukturverbesserung wurde der Ort durch die Auflösung der Gemeinde Fraberg am 1. Januar 1967 ein Teil der Gemeinde Langschlag.

## Siedlungsentwicklung
Zum Jahreswechsel 1979/1980 befanden sich in der Katastralgemeinde Kleinpertholz insgesamt 31 Bauflächen mit 10.512 m² und 1 Gärten auf 73 m², 1989/1990 gab es 31 Bauflächen. 1999/2000 war die Zahl der Bauflächen auf 68 angewachsen und 2009/2010 bestanden 52 Gebäude auf 73 Bauflächen.

## Bodennutzung
Die Katastralgemeinde ist landwirtschaftlich geprägt. 176 Hektar wurden zum Jahreswechsel 1979/1980 landwirtschaftlich genutzt und 221 Hektar waren forstwirtschaftlich geführte Waldflächen. 1999/2000 wurde auf 172 Hektar Landwirtschaft betrieben und 224 Hektar waren als forstwirtschaftlich genutzte Flächen ausgewiesen. Ende 2018 waren 162 Hektar als landwirtschaftliche Flächen genutzt und Forstwirtschaft wurde auf 224 Hektar betrieben. Die durchschnittliche Bodenklimazahl von Kleinpertholz beträgt 13,1 (Stand 2010).